# Magnetobacterium bavaricum
Espèce
Candidatus Magnetobacterium bavaricum est une bactérie microaérophile à Gram négatif de l'ordre des Nitrospirales. Elle n'a été identifiée que dans certains lacs de Bavière, en Allemagne, dans un environnement très spécifique situé entre 5 et 8 mm sous la surface des sédiments lacustres. Il s'agit d'une bactérie magnétotactique, pourvue d'organites appelés magnétosomes comprenant des chaînes de nanoparticules de magnétite résultant d'un processus de biominéralisation contrôlée et dont le rôle identifié, dans l'état actuel de nos connaissances, est de permettre à la bactérie de s'orienter parallèlement aux lignes du champ magnétique terrestre, phénomène appelé magnétotaxie.
M. bavaricum est l'une des plus grosses bactéries magnétotactiques connues, avec une forme en bâtonnet de 8 à 10 µm de long pour un diamètre de 1,5 à 2 µm. Elle est cependant très différente de ces autres bactéries magnétotactiques, partageant moins de 80 % de similitudes avec elles. Elle contient des globules de soufre, et pourrait utiliser du sulfure d'hydrogène H2S pour produire son énergie métabolique par réaction d'oxydoréduction avec le fer. Le fer ferreux Fe(II) du cytoplasme est oxydé en fer ferrique Fe(III) dans la membrane du magnétosome, et le fer ferrique, moins soluble que le fer ferreux, précipite sous forme d'oxyhydroxyde de fer(III) hydraté FeO(OH)·nH2O susceptible de donner à son tour de l'oxyde de fer(II,III) Fe3O4 formant des nanocristaux de magnétite.
Chaque cellule de M. bavaricum contient plusieurs magnétosomes rassemblant de l'ordre d'un millier de particules de magnétites arrangées en chaînes rectilignes parallèles entre elles et au grand axe de la bactérie en forme de bâtonnet. Les particules sont grandes, de l'ordre de 110 à 150 nm de long, en forme d'obus ou de crochet.